# هراسنا
هراسنا (به بلغاری: Hrasna) یک منطقهٔ مسکونی در بلغارستان است که در ساندانسکی واقع شده‌است.